# 18750 Leonidakimov
18750 Leonidakimov là một tiểu hành tinh vành đai chính với chu kỳ quỹ đạo là 1534.4589613 ngày (4.20 năm).
Nó được phát hiện ngày 10 tháng 4 năm 1999.